# À la lisière
Albums de Clarika
De quoi faire battre ton cœur
(2017) Danse encore
(2024)
A la lisière est le huitième album de Clarika, sorti le 8 mars 2019. 
Sur cet album, c'est Florent Marchet (qui avait déjà travaillé avec Clarika sur Moi en mieux en 2009) qui prend en charge la réalisation. Après l'album précédent, marqué par la rupture, Clarika écrit ici un album « entre profondeur et légèreté ». Elle dit à propos de cet album : 

« Disons que, ces dernières années, une thématique s’est imposée à moi, sans que je l’aie choisie... Nous vivons tous des bouleversements. L’écriture est une bonne manière de surmonter les plus douloureux. »

On y retrouve toujours son humour décalé (Venise avec Pierre Lapointe ou le quotidien en apesanteur dans L'astronaute).

## Liste des morceaux
| 1.    | La Lisière                        | 04:26 |
| 2.    | Même pas peur                     | 03:23 |
| 3.    | Âme ma sœur âme                   | 03:47 |
| 4.    | Venise (avec Pierre Lapointe)     | 03:06 |
| 5.    | Sous ton cortex                   | 02:53 |
| 6.    | La Belle Vie (tout tout de suite) | 03:28 |
| 7.    | Le Désamour                       | 03:58 |
| 8.    | L'Astronaute                      | 03:30 |
| 9.    | La Dentellière                    | 03:36 |
| 10.   | Je suis ton homme                 | 03:40 |
| 11.   | L'Azur                            | 03:00 |
| 39:01 |                                   |       |